# Venus Albeiro Silva
Venus Albeiro Silva Gómez (Bogotá, 14 de julio de 1963)(Bosa,23de junio de 2025) Fue  un político colombiano.
Miembro del Partido Liberal Colombiano, ocupó el cargo de Representante a la Cámara por elección popular en los periodos legislativos 2002-2006 y 2006-2010.

## Estudios
De extracción humilde, en 1986 obtiene su título de bachiller en el Colegio Claretiano de Bosa, posteriormente se gradúa como licenciado en Lingüística y Literatura en la Universidad de la Sabana, especialista en Desarrollo Político y Gobernabilidad Local (Escuela Jaime Vera, Madrid, España) y en Alta Gerencia del Estado (Escuela Superior de Administración Pública, ESAP); apasionado por las artes escénicas, en 1988 funda el Grupo de Teatro Profesional Chiminigagua, empezando una exitosa carrera como actor, escritor y director de teatro, particularmente en el género de teatro callejero. 

## Vida política
Gracias a la combinación de la actividad artística con el trabajo social, Silva se convierte en un líder político reconocido en la localidad de Bosa, fundando en 1997 el Movimiento Cívico, Cultural y Comunitario Opción 7, por el cual es elegido miembro de la Junta Administradora Local (edil) de Bosa para el periodo 1998-2000. 
En 2000 intenta ser elegido concejal de Bogotá, pero no logra su cometido, sin embargo la significativa votación que alcanza lo mantiene vigente como líder político. En 2002 se convierte en una de las sorpresas en las Elecciones legislativas, siendo elegido Representante a la Cámara por Bogotá. Durante esta legislatura participa de la fundación sucesiva de la coalición Polo Democrático (2002), el Partido Comunitario Opción Siete (2003), la coalición Alternativa Democrática (2004) y finalmente el partido Polo Democrático Alternativo (2006). En las Elecciones legislativas de Colombia de 2006 logra la reelección como representante a la Cámara; en el Congreso se ha destacado como voz autorizada en temas culturales y de promoción social.
En 2011 participa en las elecciones locales de Bogotá, en las que resulta elegido concejal de la ciudad, en representación del Polo Democrático Alternativo, por el periodo 2012-2015.  Fue reelegido para el periodo por el periodo 2016-2019, pero fue expulsado del Polo Democrático Alternativo el 24 de febrero de 2017 después de que el cabildante incumpliera una orden del Partido para dilatar la presentación de la ponencia del Plan de Desarrollo de Bogotá, para hundir esta iniciativa del alcalde Enrique Peñalosa. Luego, se afilio y  presentó por el Partido Liberal para una segunda reelección en 2019, pero no fue electo. Finalmente con la renuncia de Sara Castellanos, accedió nuevamente al concejo de Bogotá como su reemplazo, posesionándose el 15 de diciembre de 2021, para completar el periodo 2020-2023.

## Desempeño de la gestión 2012-2015
Silva ha tenido un desempeño poco constante en el Concejo en este periodo. De acuerdo con el reporte 2014-I semestre de Concejo Cómo Vamos. Silva obtuvo una calificación de 43 puntos sobre 100, correspondiendo a un desempeño "por debajo del promedio" entre los 45 cabildantes del periodo 2012-2015, resaltando su baja permanencia en las sesiones del Concejo. En el reporte Concejo Como Vamos 2014-II mejoró sus resultados, obteniendo un puntaje de 59,9 puntos sobre 100, enfocándose en la promoción del arte y la cultura del Distrito.
En el nuevo reporte 2015-I de Concejo Cómo Vamos, Silva tuvo una caída notable de su desempeño, con solo 37,6 puntos sobre 100, ubicándose en el puesto 34 entre los 45 concejales de Bogotá, de nuevo demostrando alto absentismo de las sesiones del Concejo.